# Севда Севан
Вижте пояснителната страница за други личности с името Севда.
Франсухи Кеворк Бахчеджян, известна с творческия си псевдоним Севда Севан, е арменско-българска писателка (етническа арменка) и арменска дипломатка. Съпруга е на писателя Върбан Стаматов.

## Биография
Родена е в Нова Загора през 1945 г. Нейните родители са преселници от Турция след геноцида над арменците от 1915 г. Тя завършва българска филология в Софийския държавен университет.
Когато тръгва по пътя на литературата, съставя за свой псевдоним името Севда Севан, където Севда означава „любов“, а Севан е най-голямото езеро с най-чистата вода в Армения. Авторка е на исторически романи, пътеписи, детски стихове, приказки. Издадени са нейна стихосбирка, книга с пътеписи и трилогия от 3 романа за съдбата на арменските изселници в края на ХІХ и началото на ХХ век.
От 1994 г. ръководи (като шарже д'афер) първото посолство на Армения в България. Преназначена е за посланик на Армения в България през 1999 г. и остава на този пост до 2005 г.
През 2005 г. като посланик е наградена от президента Георги Първанов с орден „Стара планина“. През 2006 г. получава националната литературна награда „Константин Константинов“ в категория „Автор“. През същата година с „Приказки за Нил, Паган и Бияйна“ печели наградата „Петя Караколева“ за детска литература.